# 恵慶宮洪氏
恵慶宮 洪氏（けいけいきゅう こうし、ヘキョングン ホンシ、雍正13年6月18日（1735年8月6日） - 嘉慶20年12月15日（1816年1月13日））は、荘献世子（荘祖）の正室。正祖の生母。本貫は豊山洪氏。
のちに王妃に追尊され、孝康慈禧貞宣徽穆裕靖仁哲啓聖献敬王后と諡された。

## 生涯
1735年: 洪鳳漢（東国文献備考の編纂者）の次女として生まれる。
1744年: 世子嬪になる。
1752年: 李氏朝鮮の第22代国王にあたる正祖を出産。
1762年: 壬午士禍による荘献世子の死後、英祖は「恵嬪」（ヘビン、혜빈）の嬪号を下した。洪氏は出宮。
1776年: 正祖が即位すると洪氏は恵慶宮の宮号を与えられた。
1815年: 正祖の死去から15年後に死去、献敬嬪（ホンギョンビン、헌경빈）という諡号を贈られた。享年81。
1899年10月: 献敬王后に追尊される。
大韓帝国成立後の1903年に荘献世子が荘祖懿皇帝に追尊されると、洪氏も献敬懿皇后（ホンギョンウイファンフ）に追尊された。

## 家族
- 父：洪鳳漢 - 洪萬容（宣祖と仁穆王后の娘の貞明公主の息子）の曾孫
- 母：韓山府夫人李氏（1713年 - 1755年）
- 夫：荘献世子（のちに国王に追尊されて「荘祖」の廟号を贈られた）
  - 息子：懿昭世孫（1750年 - 1752年、夭折）
  - 息子：正祖（1752年 - 1800年)
  - 娘：清衍郡主（1754年 - 1821年、光恩尉 金箕性に降嫁。）
  - 娘：清璿郡主（1756年 - 1802年、興恩尉 鄭在和に降嫁。)

## 恨中録
「閑中録」「泣血録」とも呼ばれる。恵慶宮の自叙伝で、1795年から1805年にかけて作成された。父王の命で非業の死を遂げた夫の哀話と、実家の豊山洪氏の正当性を主張するために書きついだ続編からなる。全6巻。朝鮮宮中文学の研究に重要な資料である。

## 登場作品

### ドラマ
- 『天よ、天よ』（1988年/KBS）、演：ハ・ヒラ
- 『朝鮮王朝五百年 閑中録』（1988-1989年/MBC）、演： チェ・ミョンギル
- 『王道』（1991年/KBS）、演： チョン・ヨンスク
- 『大王の道』（1998年/MBC）、演： ホン・リナ
- 『ホン・グギョン』（2001年/MBC）、演：イ・サンスク
- 『イ・サン』 （2007-2008年/MBC）イ・ビョンフン監督、 演：キョン・ミリ（日本語吹き替え版声優：宮寺智子）
- 『正祖暗殺ミステリー8日』 （2007年/CGV）、演：チョン・エリ
- 『秘密の扉』（2014年/SBS）、演：パク・ウンビン（日本語吹き替え版声優：合田絵利）
- 『赤い月』（2015年/KBS2）、演：パク・ハナ
- 『赤い袖先』（2021年/MBC）、演：カン・マルグム

### 映画
- 『王の涙-イ・サンの決断-（原題：逆鱗」） 』 （2014年） 、演：キム・ソンリョン（日本語吹き替え版声優：八十川真由野）
- 『王の運命 -歴史を変えた八日間-（原題：思悼）』（2015年）、演：ムン・グニョン